# زمن بلانك

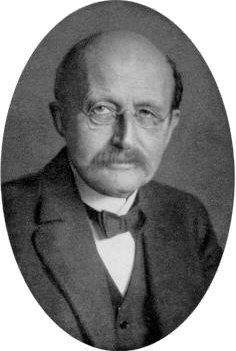

في الفيزياء، زمن بلانك (بالإنجليزية: Planck time)‏ هو وحدة قياس زمن في الوحدات الطبيعية وهو الوقت الذي يستغرقه الفوتون لينتقل بسرعة الضوء مسافة في الفراغ تعادل طول بلانك. تم تسمية هذه الوحدة على اسم العالم ماكس بلانك. ويعتقد أنها أقصر فترة زمنية يمكن قياسها (استنادا إلى الميكانيكا الكمية) والتي لايوجد معنى للزمن أدناها.
ويعطى بالعلاقة:
{\displaystyle t_{P}={\sqrt {\frac {\hbar G}{c^{5}}}}\approx 5.39121(40)\times 10^{-44}{\mbox{ s}}}
حيث:
{\displaystyle \hbar =h/2\pi } ثابت بلانك المخفض
{\displaystyle G} ثابت الجاذبية
{\displaystyle c} سرعة الضوء في الفراغ
{\displaystyle t_{P}} الزمن مقدراً بالثانية.